# Viridovix
Viridovix war Häuptling des gallischen Volkes der Veneller während der römischen Eroberung Galliens durch Gaius Iulius Caesar im Gallischen Krieg.
Im Jahr 56 v. Chr. befehligte er die Armee der Veneller im Kampf gegen den Legaten Quintus Titurius Sabinus. Zusammen mit ihren Verbündeten, den Aulerkern (Teilstamm der Eburoviken) und Lexoviern, wurden die Veneller von Sabinus vernichtend geschlagen.
Der Name Viridovix bedeutete im Keltischen vermutlich „mächtiger (virido) Kämpfer (vix, vicos)“.